# Frente Obrero Campesino Estudiantil y Popular
Frente Obrero Campesino Estudiantil y Popular (afgekort: FOCEP, vrij vertaald: Front voor Arbeiders, Boeren, Studenten en (het) Volk) is een politieke partij in Peru, die aanvankelijk werd opgericht als een politieke alliantie.
In 1977 werd het als breed front opgericht rondom de persoon Genaro Ledesma Izquieta met de Sociale Arbeiderspartij, de Peruviaanse Communistische Partij - Rode Vlag en de Revolutionaire Marxistische Arbeiderspartij. Een jaar later behaalde het 12 van de 100 zetels tijdens de Constituerende Congresverkiezingen van 1978.
Later werd de alliantie omgezet in een partij, echter alleen met de groep rond Ledesma. Als partij deed het vervolgens mee aan de algemene verkiezingen van 1980 en vervolgens in de alliantie van Verenigd Links tijdens de verkiezingen van 1985 en van van 1990.
De partij onderhoudt goede banden met de Noord-Koreaanse Arbeiderspartij. In 1992 ondertekende het de Verklaring van Pyongyang, tijdens de 80e verjaardag van Kim Il-sung.